# Jari Lindström

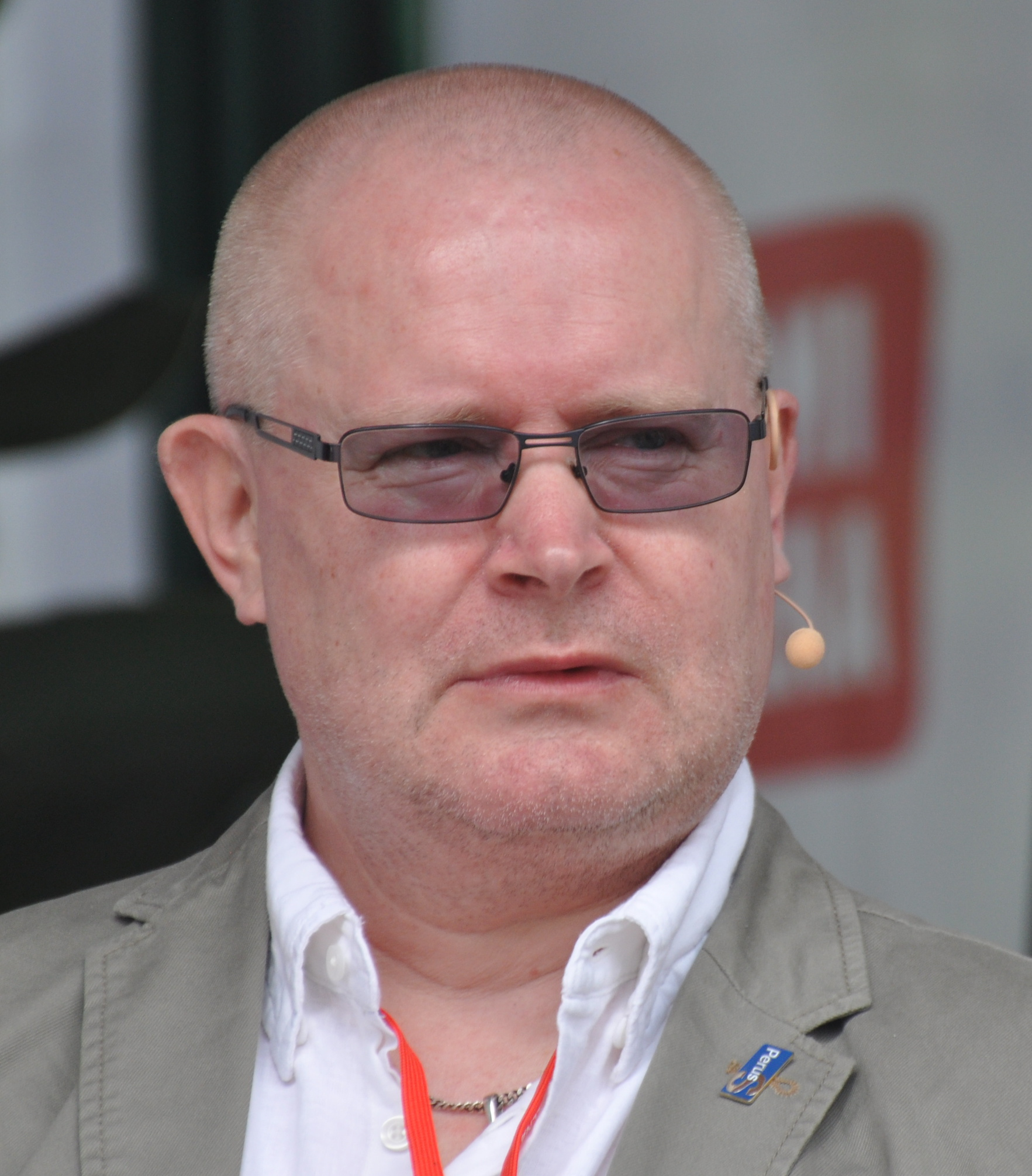
Jari Lindström (2016)

Jari Lindström (* 28. Juni 1965 in Kuusankoski) ist ein finnischer Politiker der Blauen Zukunft.

## Leben
Seit Mai 2015 ist Lindström Abgeordneter im Finnischen Parlament. Im Kabinett Sipilä war Lindström von 2015 bis 2017 Arbeits- und Justizminister. Nach der Aufteilung der Ressorts Arbeit und Justiz ist er seit dem 5. Mai 2017 nur noch Arbeitsminister. Lindström ist verheiratet.
Lindström war bis Juni 2017 Mitglied der Basisfinnen. Durch die Wahl von Jussi Halla-aho zum Vorsitzenden, erlitten die Basisfinnen einen Rechtsruck, welcher in einer Regierungskrise endete. Im Juni erklärten 20 Parlamentsabgeordnete, darunter auch Lindström, die Abspaltung von den Basisfinnen und gründeten die Partei Blaue Zukunft.